# نادي داينافا لكرة القدم
نادي داينافا لكرة القدم (بالليتوانية: Dainavos Futbolo Klubas Dainava)‏ هو نادي كرة القدم ليتواني يقع مقره بمدينة أليتس. تأسس في عام 2016 بعد إعادة إنشائه عوض نادي داينافا أليتوس لكرة القدم الذي تم حله في عام 2014. ينافس الفريق في دوري الدرجة الأولى الليتواني.

## تاريخ
تأسست نادي داينافا الحالي بعد دمج كل من نادي "أوسكا" ونادي "دزوك تانكاي" في عام 2016.

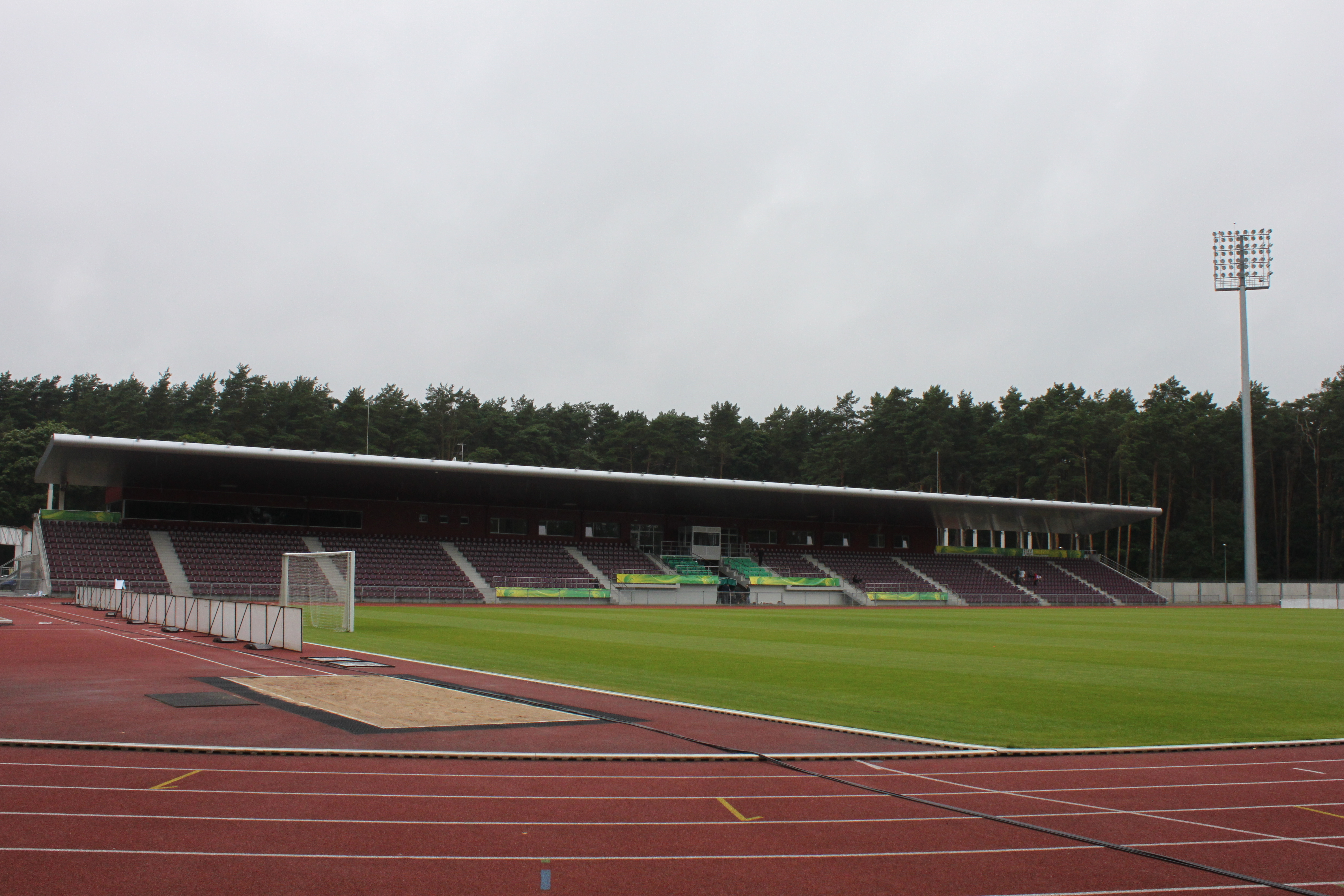
ملعب أليتوس مركز النادي

في عام 2015، كان نادي أوسكا يلعب في دوري الدرجة الثانية. وفي عام 2016، سمح الاتحاد الليتواني لكرة القدم للنادي بتغيير اسمه والإستمرار في دوري الدرجة الثانية. حيث احتل المركز التاسع في الدوري، وفي موسم 2017، احتل المركز الرابع.
في موسم 2018 احتل النادي مركز الوصيف في دوري الدرجة الثانية. حيث خسر بنتيجة 0-3 أمام إف كي بالانغا. وفي 3 نوفمبر خسر مجددا المباراة النهائية التي جرت في مدينة غارغزداي بنتيجة 0-2. حيث فاز إف كي بالانغا بنتيجة 5-0 في مجموع المباراتين وحجز مقعدا له في دوري الدرجة الأولى الليتواني 2019.
سعى نادي داينافا للصعود إلى دوري الدرجة الأولى الليتواني في موسم 2019، لكنه لم يتمكن من الحصول على الدعم المطلوب من بلدية أليتس. نتيجة لذلك بقي النادي في الدرجة الثانية، وأنهى موسم 2019 في المركز الرابع، حاول النادي الحصول على ترخيص للشاركة في دوري الدرجة الأولى في مواسم 2020 و2021. غير أنه تم رفض طلبه من قبل الاتحاد الليتواني لكرة القدم حيث لم يتمكن النادي من إيجاد حل للتمويل المستقر.
في وقت لاحق من موسم 2021 أعاد الاتحاد الليتواني لكرة القدم النظر في طلب النادي، حيث كان لدى دوري الدرجة الأولى 9 فرق مؤهلة حصلت على تصاريح وتمكنت من المنافسة في دوري الدرجة الأولى. وتم منح الموافقة لنادي داينافا للعب والمنافسة في دوري الدرجة الأولى الليتواني باعتباره الفريق العاشر، ونتيجة لذلك قام نادي داينافا بإصلاح جميع المشكلات المتعلقة بالرعاية والتمويل المستقر. ولأول مرة في تاريخ نادي داينافا منذ إعادة إنشائه في عام 2016، شهدت مدينة أليتس مرة أخرى فريقًا لكرة القدم للرجال يتنافس في دوري الدرجة الأولى الليتواني. بدأ نادي داينافا الموسم برصيد -3 نقاط حسب اللوائح والقوانين المعموالة من طرف الاتحاد الليتواني لكرة القدم. وأقيمت أول مباراة لفريق نادي داينافا في دوري الدرجة الأولى الليتواني في مدينة ماريامبوله بتاريخ 6 مارس 2021 ضد الفريق الصاعد حديثًا نادي نفجيس كيدايني.

## المواسم الأخيرة
| الموسم | مستوى | الدوري                        | المركز | الصعود                                | المرجع |
| ------ | ----- | ----------------------------- | ------ | ------------------------------------- | ------ |
| 2016   | 2.    | دوري الدرجة الثانية الليتواني | 9.     |                                       | [ 13 ] |
| 2017   | 2.    | دوري الدرجة الثانية الليتواني | 4.     |                                       | [ 14 ] |
| 2018   | 2.    | دوري الدرجة الثانية الليتواني | 2.     |                                       | [ 15 ] |
| 2019   | 2.    | دوري الدرجة الثانية الليتواني | 4.     |                                       | [ 16 ] |
| 2020   | 2.    | دوري الدرجة الثانية الليتواني | 6.     | صعد إلى دوري الدرجة الأولى            | [ 17 ] |
| 2021   | 1.    | دوري الدرجة الأولى الليتواني  | 9.     | هبط إلى دوري الدرجة الثانية الليتواني | [ 18 ] |

## وصلات خارجية
- الموقع الرسمي